# 김용의
김용의(金容儀, 1985년 8월 20일 ~ )는 전 KBO 리그 LG 트윈스의 내야수, 외야수이자, 현 KBO 리그 LG 트윈스의 2군 1루/외야수비 코치이다.

## 선수 시절

### 두산 베어스시절
2008년에 2차 4라운드(전체 29순위)로 지명을 받아 입단했다.

### LG 트윈스시절
입단한 지 얼마 안 돼서 6월 4일에 투수 이재영과 함께 트레이드됐다. 당시 팀에서 트레이드로 보낸 선수는 외야수 이성열, 포수 최승환이었다. 2009년에는 1군에 올라오지 못했고, 경찰 야구단에 지원했으나 탈락한 후 현역으로 입대해 의장대에서 복무를 마쳤다. 2015년 4월 1일 롯데전에서 끝내기 안타를 쳐 내며 승리를 이끌었다. 2016년 10월 11일 KIA와의 와일드카드 2차전에서 끝내기 희생플라이를 쳐 내며 팀의 준플레이오프 진출을 이끌었다.
2020년 시즌 후 FA 자격을 취득했고, 1년 총액 2억원에 잔류했다. 2021년 시즌 후 은퇴를 선언했다.

## 야구선수 은퇴 후
2022년부터 LG 트윈스의 스카우트로 활동했다.

## 국가대표 경력
2012년 시즌 후 아시아 야구 선수권 대회 국가대표팀에 발탁돼 정형식, 오선진, 정훈과 함께 참가했다.

## 별명
- 호리호리한 체구 때문에 만화 아기공룡 둘리에 나오는 캐릭터인 '또치'라고 불린다.[7]
- 이병규의 별명인 '적토마'와 '또치'를 합친 '적또마'라고 불린다.[8]
- 이름 때문에 '용의자'라고 불린다.

## 응원가
1
원곡 : 영화 신부수업 OST - '여자를 내려주세요'
가사 : 날려라 LG 김용의 날려라 LG 김용의 워어어어 워어어어 무적 LG 김용의~×2
2
LG의 또치 김용의X2 워어어어 워어어어 무적 LG 김용의~×2

## 출신 학교
- 서울사당초등학교
- 선린중학교
- 선린인터넷고등학교
- 고려대학교

## 통산 기록
| 연도 | 팀명   | 타율  | 경기 | 타수 | 득점 | 안타 | 2루타 | 3루타 | 홈런 | 루타 | 타점 | 도루 | 도실 | 볼넷 | 사구 | 삼진 | 병살 | 실책 |
| ---- | ------ | ----- | ---- | ---- | ---- | ---- | ----- | ----- | ---- | ---- | ---- | ---- | ---- | ---- | ---- | ---- | ---- | ---- |
| 2008 | LG     | 0.154 | 18   | 26   | 8    | 4    | 0     | 0     | 0    | 4    | 1    | 1    | 0    | 4    | 2    | 5    | 0    | 1    |
| 2012 | LG     | 0.247 | 83   | 194  | 22   | 48   | 4     | 0     | 2    | 58   | 21   | 5    | 4    | 17   | 0    | 50   | 1    | 5    |
| 2013 | LG     | 0.276 | 109  | 301  | 42   | 83   | 6     | 5     | 5    | 114  | 34   | 21   | 7    | 34   | 0    | 58   | 6    | 1    |
| 2014 | LG     | 0.240 | 103  | 183  | 31   | 44   | 7     | 1     | 0    | 53   | 22   | 9    | 7    | 19   | 2    | 46   | 2    | 6    |
| 2015 | LG     | 0.251 | 71   | 171  | 30   | 43   | 5     | 1     | 0    | 50   | 15   | 11   | 6    | 22   | 3    | 38   | 3    | 2    |
| 2016 | LG     | 0.318 | 105  | 308  | 62   | 98   | 18    | 4     | 1    | 127  | 20   | 19   | 7    | 35   | 0    | 64   | 6    | 0    |
| 2017 | LG     | 0.268 | 60   | 164  | 17   | 44   | 6     | 2     | 0    | 54   | 8    | 9    | 4    | 19   | 0    | 49   | 2    | 1    |
| 2018 | LG     | 0.233 | 114  | 159  | 28   | 37   | 2     | 0     | 0    | 39   | 13   | 10   | 1    | 16   | 0    | 32   | 1    | 1    |
| 2019 | LG     | 0.218 | 114  | 179  | 35   | 39   | 5     | 3     | 0    | 50   | 17   | 8    | 3    | 24   | 2    | 38   | 1    | 5    |
| 2020 | LG     | 0.271 | 101  | 70   | 28   | 19   | 1     | 1     | 1    | 25   | 12   | 7    | 3    | 3    | 0    | 15   | 2    | 0    |
| 2021 | LG     | 0.148 | 102  | 27   | 19   | 4    | 2     | 0     | 0    | 6    | 2    | 6    | 0    | 9    | 0    | 5    | 1    | 1    |
| 통산 | 11시즌 | 0.260 | 980  | 1782 | 322  | 463  | 56    | 17    | 9    | 580  | 165  | 106  | 42   | 202  | 9    | 400  | 25   | 23   |

## 가족관계
- 배우자 : 비연예인 일반인 여성 (2024년 12월 8일 결혼예정)